# Directorio raíz
En informática, el directorio raíz es el primer directorio o carpeta en una jerarquía. Contiene todos los subdirectorios de la jerarquía.
Un solo directorio raíz generalmente representa la totalidad de un  solo disco. No obstante, un directorio raíz puede representar sencillamente un sistema de archivos en particular; de varios que puede haber en un mismo dispositivo de almacenamiento. 

## Sistemas operativos
En sistemas tipo Unix, es notado con el carácter /. Todos los accesos al sistema de archivos, incluyendo los discos extraíbles, forman parte de toda la jerarquía y son subordenadas en el directorio raíz.
Por otra parte, en los sistemas operativos DOS y Windows cada partición posee un directorio raíz individual (nombrado C:\ para una partición particular C) y no existe un directorio raíz común que los contenga a todos ellos como en los sistemas Unix.